# Peyrieu
Peyrieu – miejscowość i gmina we Francji, w regionie Owernia-Rodan-Alpy, w departamencie Ain.

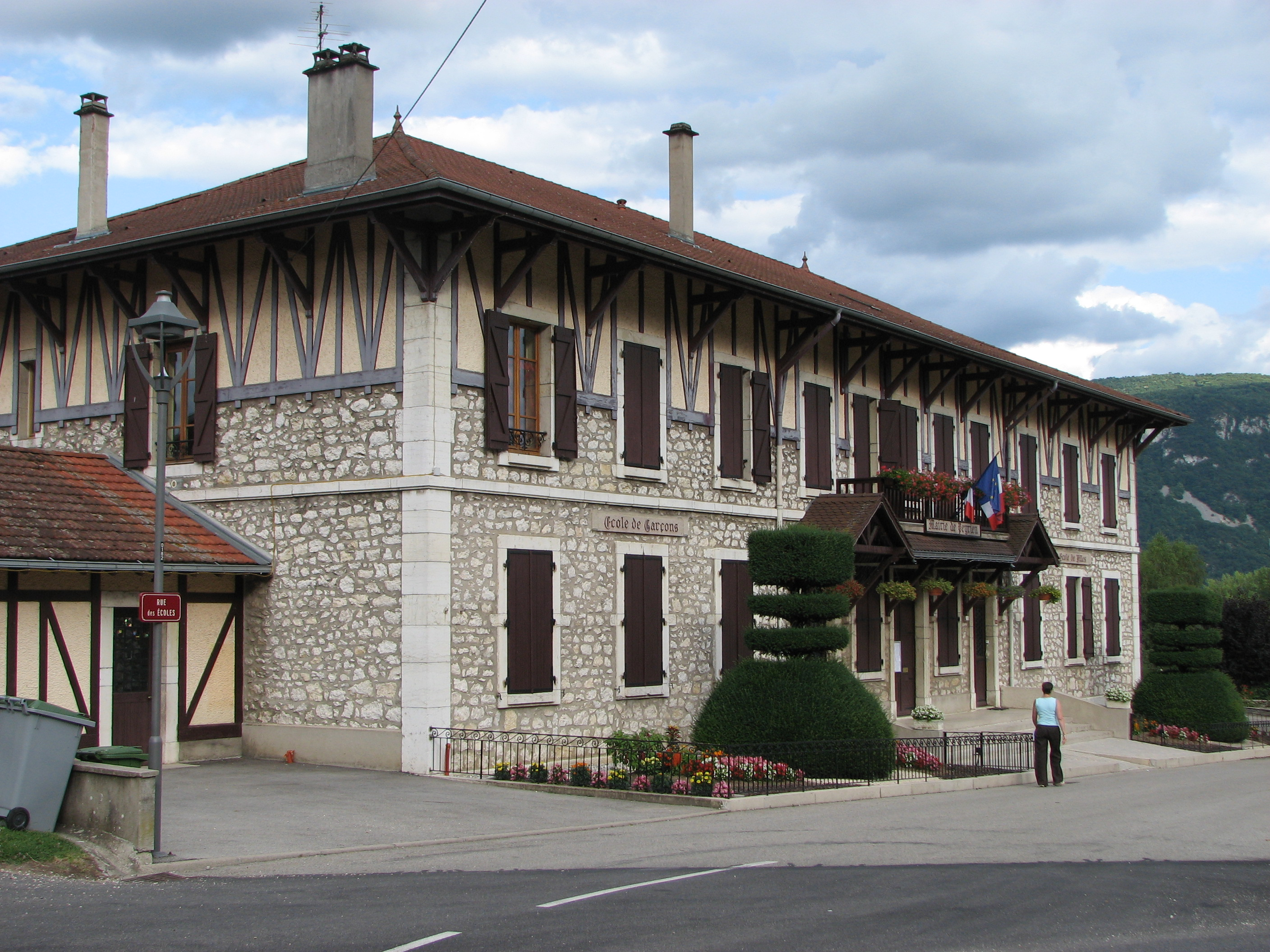
Ratusz (2009 r.)

## Demografia
Według danych na styczeń 2012 roku gminę zamieszkiwało 850 osób, a gęstość zaludnienia wynosiła 60,2 osób/km².